# Saint-Michel-Mont-Mercure
Saint-Michel-Mont-Mercure is een plaats en voormalige gemeente in het Franse departement Vendée in de regio Pays de la Loire en telt 1729 inwoners (1999). De plaats maakt deel uit van het arrondissement Fontenay-le-Comte.

## Geschiedenis
Tot ongeveer 1920 was de naam van de gemeente Saint-Michel-Mont-Malchus, tijdens de Franse Revolutie heette de gemeente Le Mont-Mercure.
Saint-Michel-Mont-Mercure is op 1 januari 2016 gefuseerd met de gemeenten Les Châtelliers-Châteaumur, La Flocellière en La Pommeraie-sur-Sèvre tot de gemeente Sèvremont. 

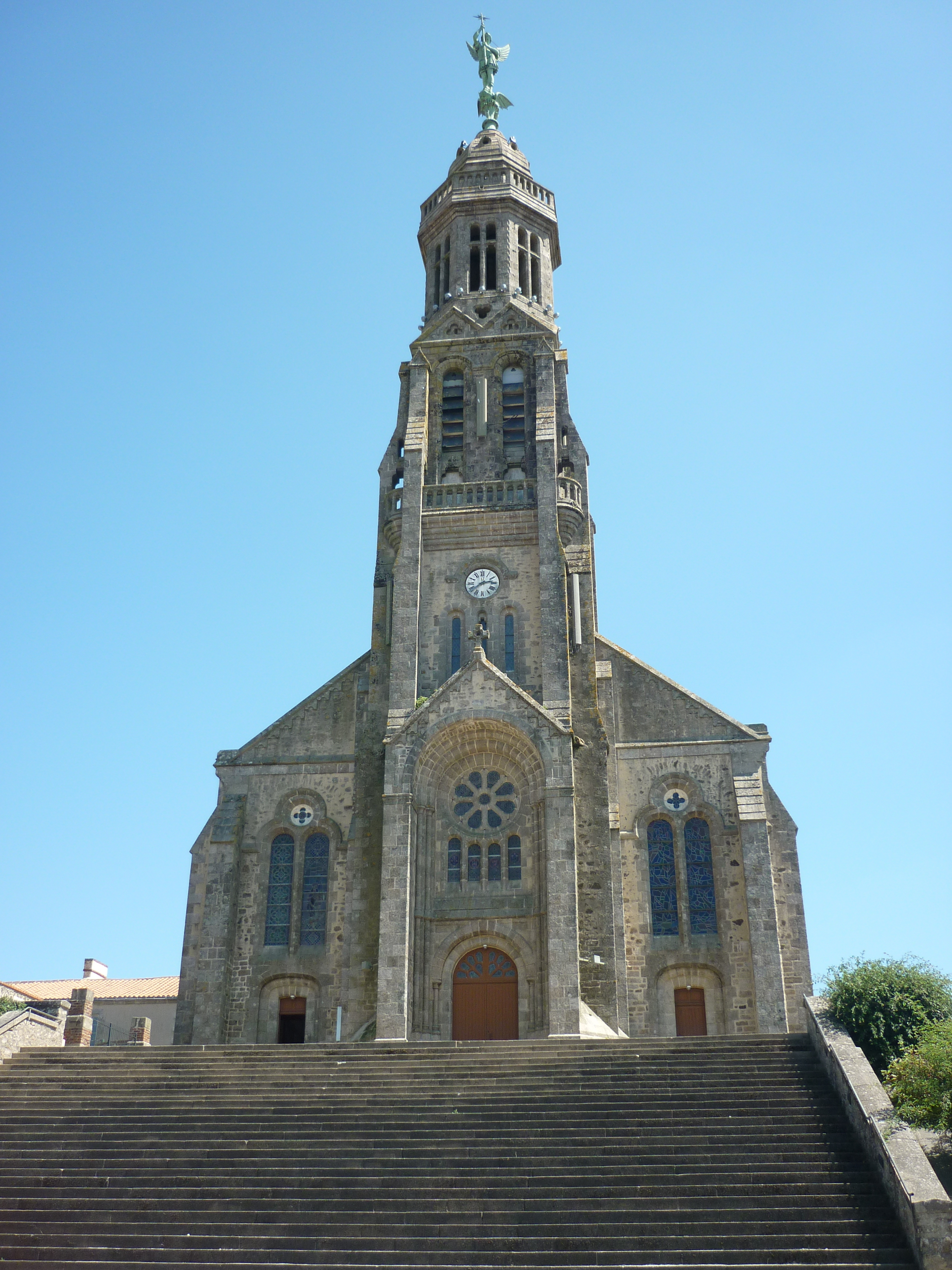
Kerk van Saint-Michel-Mont-Mercure
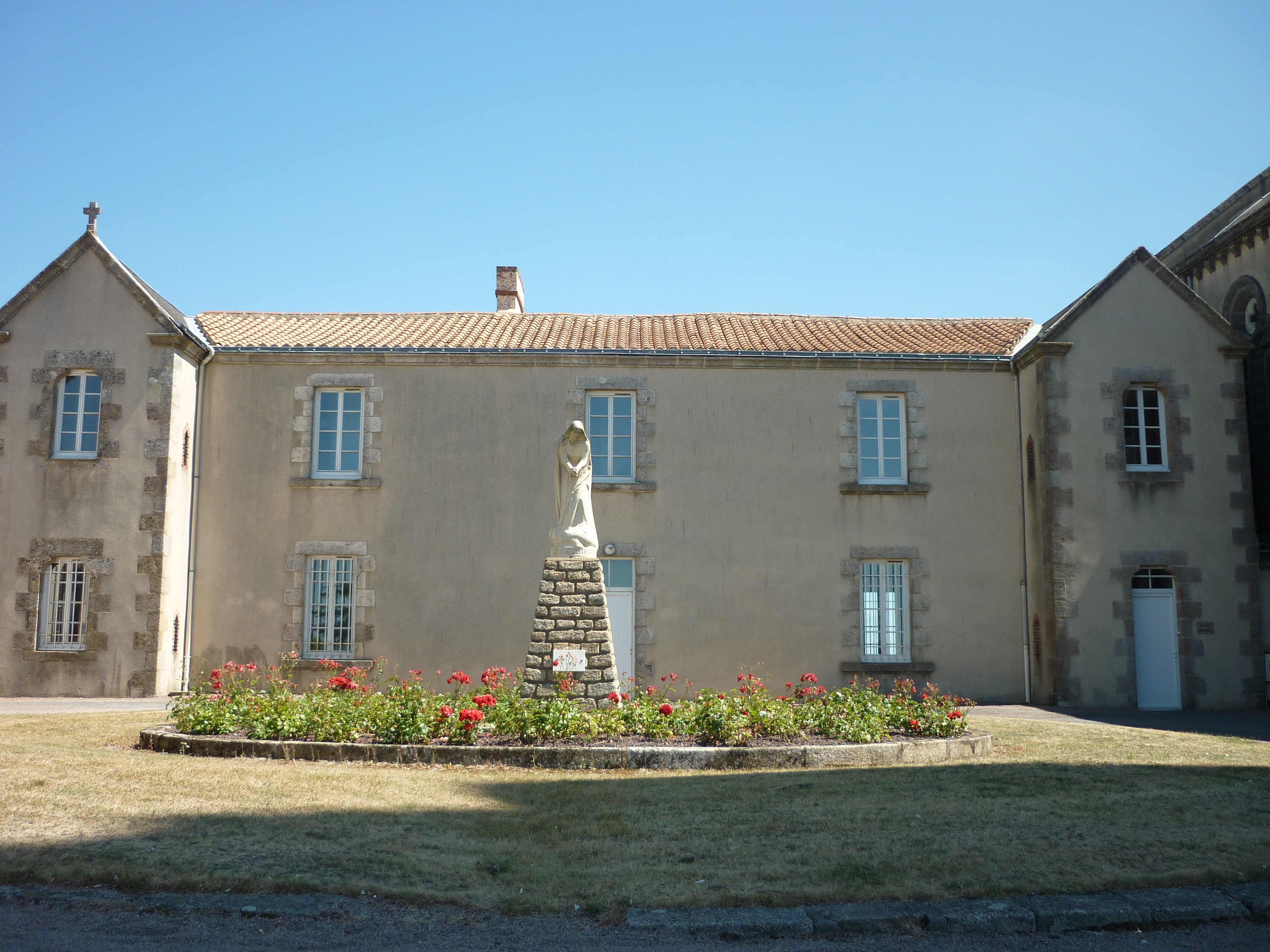
Pastorie

## Geografie
De oppervlakte van Saint-Michel-Mont-Mercure bedraagt 25,7 km², de bevolkingsdichtheid is 67,3 inwoners per km².
De onderstaande kaart toont de ligging van Saint-Michel-Mont-Mercure met de belangrijkste infrastructuur en aangrenzende gemeenten.

## Demografie
Onderstaande figuur toont het verloop van het inwonertal.
Châteaumur · Les Châtelliers · La Flocellière · La Pommeraie-sur-Sèvre · Saint-Michel-Mont-Mercure